# Suore di San Giuseppe di Chambéry
Le Suore di San Giuseppe di Chambéry sono un istituto religioso femminile di diritto pontificio: i membri di questa congregazione pospongono al loro nome la sigla C.S.G.

## Storia
Il 2 settembre del 1812, dietro richiesta del vescovo di Chambéry Irénée-Yves de Solle (1744-1824), Saint Jean Marcoux (1785-1855) e una consorella della congregazione delle Suore di San Giuseppe di Lione aprirono una filiale ad Aix-les-Bains, in Savoia: le suore crebbero presto di numero e si diffusero rapidamente sul territorio, aprendo case e scuole anche nel capoluogo.
Dopo la caduta di Napoleone Bonaparte la Savoia rientrò a far parte del Regno di Sardegna e le relazioni tra la casa madre di Lione e le filiali savoiarde divennero difficoltose: alle aspiranti suore divenne impossibile recarsi a svolgere il noviziato in Francia. Nel 1817 il ramo di Chambéry si rese autonomo dall'istituto di Lione e madre Marcoux, ritenuta fondatrice della congregazione, venne eletta superiora generale.
Le Suore di San Giuseppe di Chambéry ottennero il riconoscimento civile dalle autorità francesi nel 1866: le loro costituzioni vennero approvate provvisoriamente dalla Santa Sede nel 1857 e definitivamente nel 1875.

## Attività e diffusione
Le Suore di San Giuseppe di Chambéry gestiscono scuole, collegi e pensionati universitari e si dedicano a varie forme di apostolato attivo.
Sono presenti in Europa (Belgio, Repubblica Ceca, Danimarca, Germania, Irlanda, Islanda, Italia, Norvegia, Regno Unito, Svezia, Svizzera), nelle Americhe (Argentina, Bolivia, Brasile, Stati Uniti d'America), in Africa (Algeria, Madagascar, Mozambico, Tanzania) e a Timor Est: la sede generalizia è a Roma.
Al 31 dicembre 2005 l'istituto contava 1.922 religiose in 292 case.